# Melittosesia flavitarsa
Melittosesia flavitarsa is een vlinder uit de familie wespvlinders (Sesiidae), onderfamilie Sesiinae.
Melittosesia flavitarsa is voor het eerst wetenschappelijk beschreven door Bartsch in 2009. De soort komt voor in het Afrotropisch gebied.